# Sułtani Peraku

## SułtaniPeraku
Dynastia Siak
- Śri Sułtan Muzaffar Szach I (1528–1549)
- Mansur Szach I (1549–1577) [syn]
- Tadż ad-Din Ahmad Szach (1577–1584) [syn]
- Radża Muhammad Tadż al-Arifin (1584–1594) [brat]
- Ala ad-Din Szach (1594–1603) [syn bratanka]
- Mukaddam Szach (1603–1619; usunięty, zmarł 1619) [wnuk Tadż ad-Din Ahmada Szacha]
- Mansur Szach II (1619–1627; usunięty) [brat Ala ad-Din Szacha]
- Mahmud Szach I (1627–1630) [brat Mukaddama Szacha]
- Salah ad-Din Szach (1630–1635) [syn]
- Muzaffar Szach II (1636–1654) [potomek Muzaffara Szacha I]
- Mahmud Iskandar Szach (1654–1720; regencja 1654–1662) [syn]
- Ala ad-Din Mugajat Szach (1720–1728) [syn adoptowany; bratanek]
- Muzaffar Szach III (1728–1754) [syn Muzaffara Szacha II]
- Muhammad Szach (koregent 1542–1750) [syn Mahmuda Iskandara Szacha]
- Iskandar Du’l-Karna’in (1752–1765) [syn]
- Mahmud Szach II (1765–1773) [brat]
- Ala ad-Din Mansur Szach III (1773–1792) [brat]
- Ahmadin Szach (1792–1806; regent 1786–1792) [brat]
- Abd al-Malik Mansur Szach IV (1806–1818; usunięty, zmarł 1825) [syn]
- Abd Allah Muazzam Szach (1818–1830; regencja 1818–1825) [syn]
- Szichab ad-Din Riajat Szach (1830–1851) [wnuk Ahmadina Szacha]
- Abd Allah Muhammad Szach I (1851–1857) [brat]
- Safi ad-Din Muazzam Szach (1857–1865) [wnuk Abd Allaha Muazzama Szacha]
- Ali al-Kamil Riajat Szach (1865–1871) [syn Szihaba ad-Dina Riajata Szacha]
- Ismail Muhji ad-Din Abdajat Szach (1871–1874; usunięty, zmarł 1889) [wnuk Ahmadina Szacha]
- Abd Allah Muhammad Szach II (1874–1877; usunięty, zmarł 1922) [syn Safi ad-Dina Muazzama Szacha]
- Protektorat brytyjski 1874–1957
- Interregnum 1877–1887
- Szarif ad-Din Mufzal Szach (1887; regent jako Radża Muda Jusuf 1877–1887) [syn]
- Idrys I Murszid al-Azam Szach (1887–1916) zięć; bratanek Safi ad-Dina Muazzama Szacha]
- Abd al-Dżalil Nasr ad-Din Muchtaram Szach (1916–1918) [syn]
- Iskandar Szach (1918–1938) [brat]
- Abd al-Aziz al-Muktasim Bi’llah Szach (1938–1948) [wnuk Safi ad-Dina Muazzama Szacha]
- Okupacja japońska 1942–1945

| #  | Imię                                |          | Lata życia                     | Lata życia                    | Czas rządów     | Czas rządów      | Rodzice                                                      |
| #  | Imię                                | Urodzony | Zmarł                          | Od                            | Do              |                  | Rodzice                                                      |
| -- | ----------------------------------- | -------- | ------------------------------ | ----------------------------- | --------------- | ---------------- | ------------------------------------------------------------ |
| 32 | Jusuf Izz ad-Din Szach              |          | 15 stycznia 1890 Kuala Kangsar | 4 stycznia 1963 Kuala Kangsar | 8 maja 1959     | 4 stycznia 1963  | Abdul Jalil Nasiruddin Muhtaram Sofia Binti Muhammad Yunus   |
| 33 | Idrys II al-Mutawakkil Allahi Szach |          | 17 sierpnia 1924 Kuala Kangsar | 31 stycznia 1984 Lumut        | 5 stycznia 1959 | 31 stycznia 1984 | Iskandar Szach Binti Raja Kulop Muhammad Kramat              |
| 34 | Azlan Shah                          |          | 19 kwietnia 1928 Batu Gajah    | 28 maja 2014 Lumut            | 3 lutego 1984   | 28 maja 2014     | Jusuf Izz ad-Din Szach Hatijah binti Toh Indera Wangsa Ahmad |
| 35 | Nazrin Shah                         |          | 27 listopada 1956 George Town  |                               | 29 maja 2014    |                  | Azlan Shah Raja Permaisuri Tuanku Bainun                     |